# فرویو، شهرستان وین، تنسی
فرویو (به انگلیسی: Fairview) یک منطقهٔ مسکونی در ایالات متحده آمریکا است که در شهرستان وین، تنسی واقع شده‌است. فرویو ۲۵۰ متر بالاتر از سطح دریا واقع شده‌است.